# Lincoln Zephyr
Lincoln-Zephyr foi um automóvel de luxo da série Lincoln.
Foi introduzido em 2 de novembro de 1935. Teve sua aparição no cartoon Motor Mania.

## Galeria

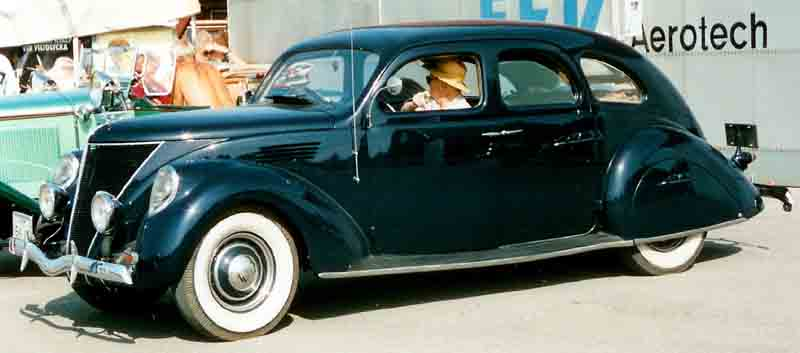
Lincoln-Zephyr V-12 4-Door Sedan 1936
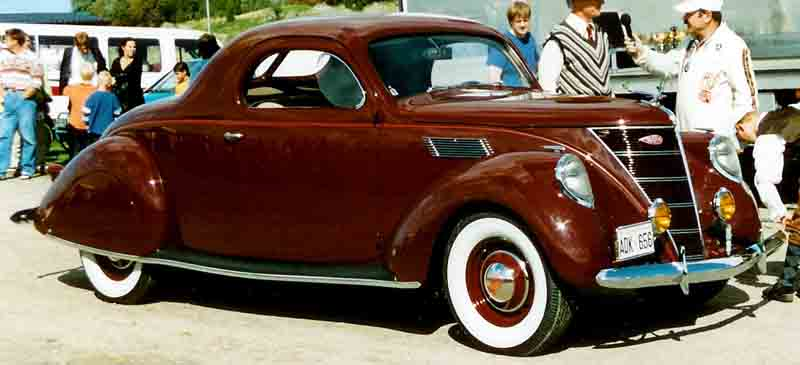
Lincoln-Zephyr V-12 Coupé 1937
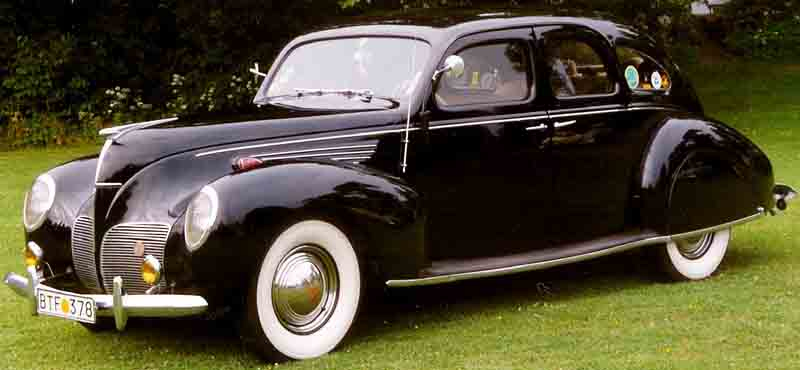
Lincoln-Zephyr V-12 4-Door Sedan 1938
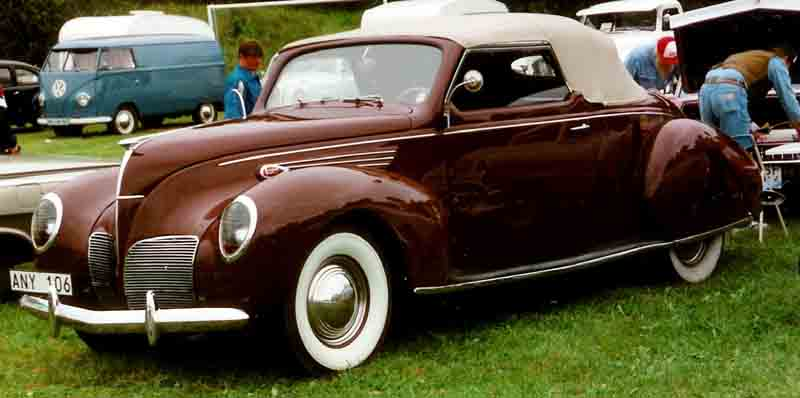
Lincoln-Zephyr V-12 Convertible Coupé 1938
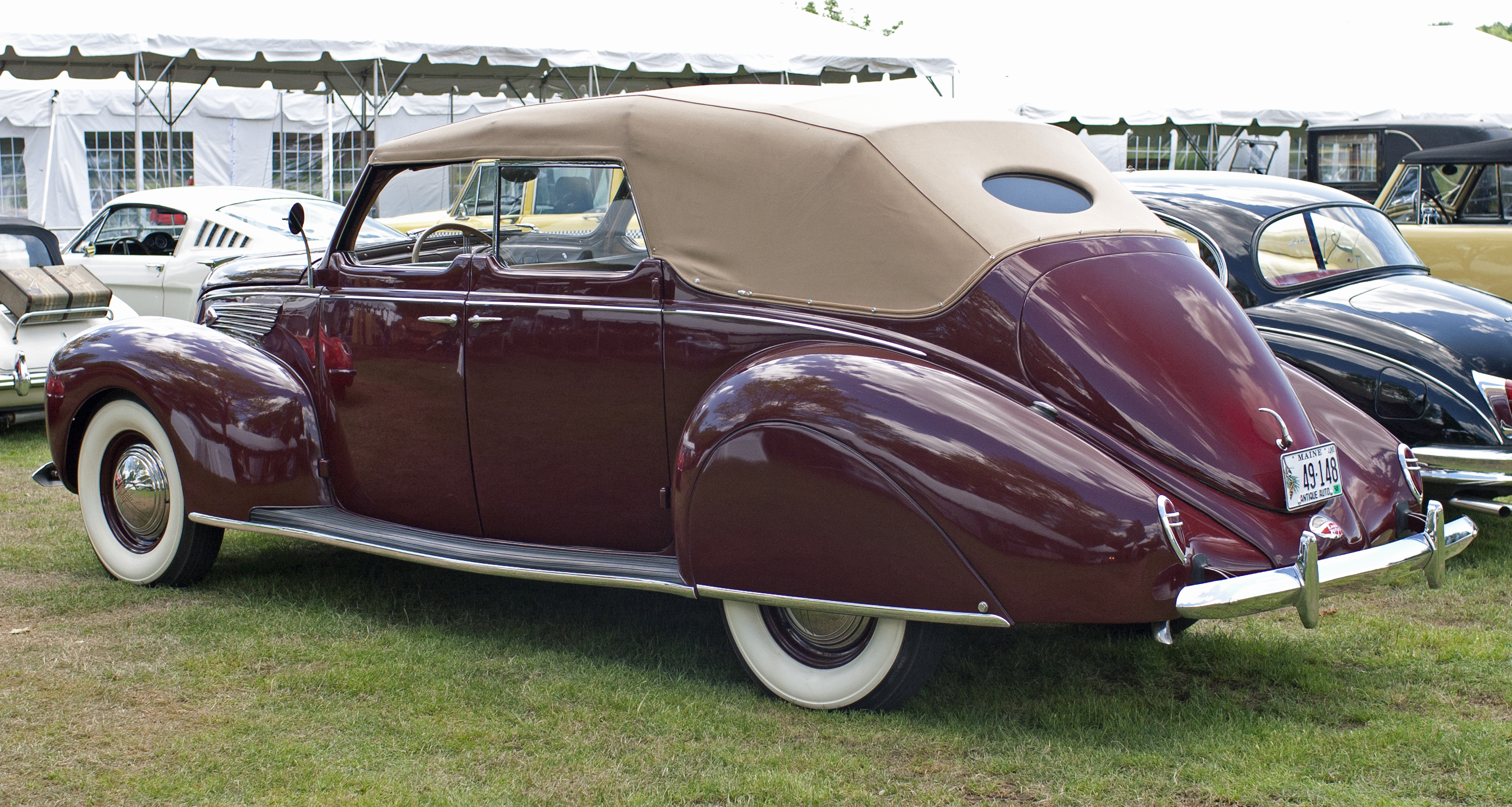
Lincoln-Zephyr V-12 Convertible Sedan 1938
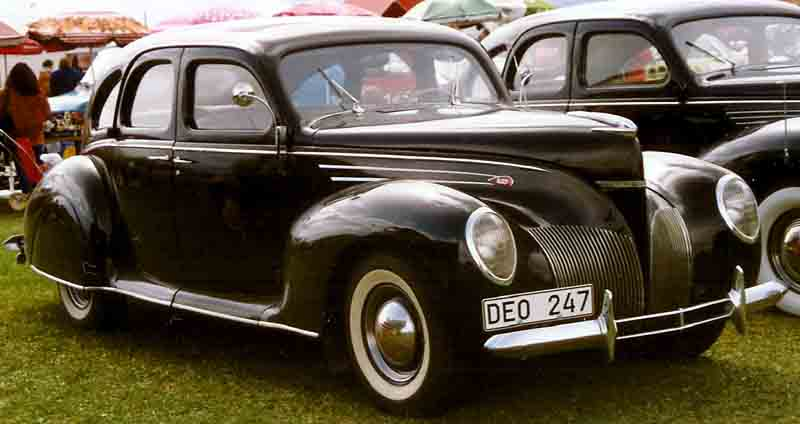
Lincoln-Zephyr V-12 4-Door Sedan 1939
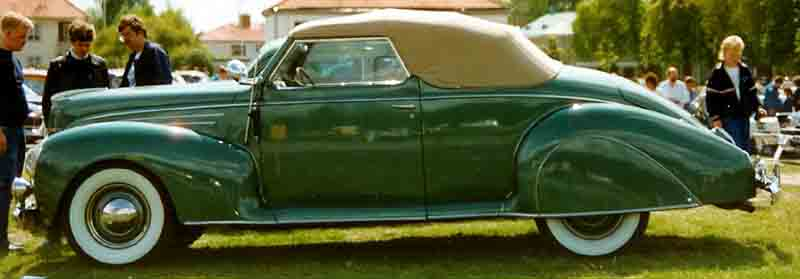
Lincoln-Zephyr V-12 Convertible Coupe 1939
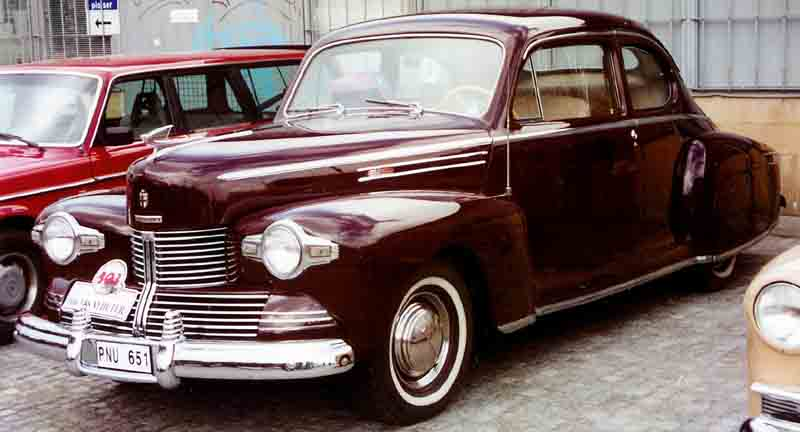
Lincoln Zephyr Club Coupé 1942
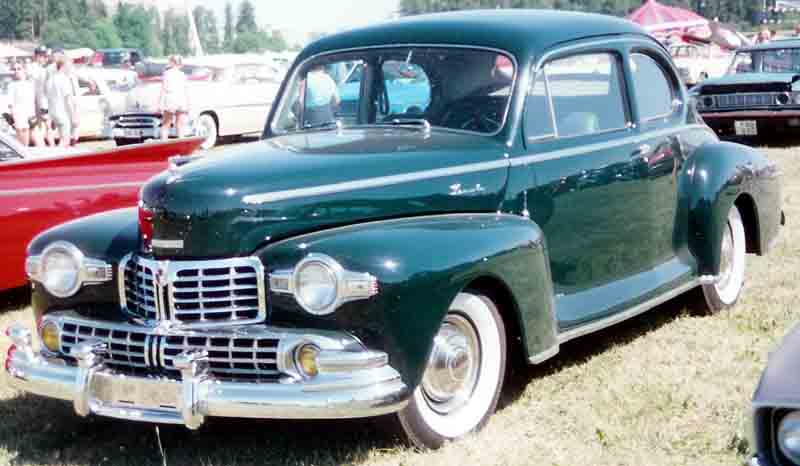
Lincoln Club Coupe